# Andrea Branzi
 (octobre 2023).
Si vous disposez d'ouvrages ou d'articles de référence ou si vous connaissez des sites web de qualité traitant du thème abordé ici, merci de compléter l'article en donnant les références utiles à sa vérifiabilité et en les liant à la section « Notes et références ».
Andrea Branzi est un architecte et designer italien né à Florence (Toscane) le 30 novembre 1938 et mort le 9 octobre 2023 à Milan (Lombardie).

## Biographie
Né à Florence en 1938, Andrea Branzi y fait ses études ; il est diplômé en 1967.
En 1973, il s’installe à Milan où il vit et travaille. Architecte, urbaniste, designer, décorateur, directeur artistique, critique d’art…, il est l’un des principaux acteurs du mouvement de l’architecture radicale italienne des années 1960-1970. Il s'impose à l’international, par ses écrits et projets emblématiques en design et en architecture.
Entre 1964 et 1974, Branzi appartient au groupe d'avant-garde Archizoom Associati, avec les architectes Gilberto Corretti, Paolo Deganello et Massimo Morozzi et les designers Dario et Lucia Bartolini, qui est à l'origine de l'architecture radicale au même titre que le groupe Superstudio avec lequel Archizoom expose à Pistoia en 1966 (exposition « Superarchitettura »), ou le groupe Archigram.
Germano Celant baptise ce courant contestataire mené par des architectes (A. Branzi, G. Pettena…) et des groupes tels Archizoom Associati, Superstudio, UFO, qui prônent l’expérimentation afin de repenser l’habitat et la ville. Pour eux, l' affectif et le poétique doivent supplanter le rationnel et le fonctionnel du mouvement moderne.
Les projets d’Archizoom Tokyo City-X et Tokyo International Forum font partie des collections du Centre Georges-Pompidou à Paris depuis 1993. Le Fonds régional d'art contemporain (FRAC) de la région Centre a organisé une exposition sur Branzi du 15 octobre au 30 décembre 2004. D’autres archives de projets sont aussi conservées à Parme, au Centro studi e archivio della comunicazione. L’année 1974 marque la fin du groupe Archizoom.
À compter de 1967, il travaille dans les domaines du design alimentaire, de l'architecture et de l'urbanisme. Il enseigne à l'École polytechnique de Milan.
Dans les années 1980, il intègre le Groupe Memphis, fondé par l'architecte et consultant Ettore Sottsass. En 1983, il rédige la préface du catalogue de l'exposition consacrée à Sottsass au Centre Georges-Pompidou de Paris.
La revue Casabella diffuse les théories des architectes radicaux. Andrea Branzi y publie ses « radical notes » considérées comme fondamentales pour la compréhension de ce mouvement. Les préoccupations d’Archizoom vont de la planification urbaine au meuble.

### Designer
Dès 1967, Andréa Branzi travaille dans le design industriel, l’urbanisme, l’éducation et la promotion culturelle. Il est membre de studios de design industriel expérimental tels qu’Alchimia, puis Memphis. Les relations entre l’Homme et l’objet sont étudiées, par exemple pour les sièges dans les aéroports pour Cassina (1969-1972). De 1967 à 1969, il est assistant du Pr. Domenico Cardini à la faculté d’architecture de Florence.
En 1969, il quitte la faculté et réfléchit à l’image de la ville. Avec le groupe Archizoom, c'est par la provocation qu'il veut remettre en cause la ville de la société de consommation qui perd de son humanité. Il présente Fotomontaggi Urbani puis No-Stop-City, une ville formée uniquement de mobilier urbain, effrayante par son homogénéité et sa répétition. On y remarque un tournant de la pensée architecturale, où l’acte d’aménager n’est plus simplement bâtir mais aussi composer des espaces grâce aux mobiliers.
En 1972, pour Abet Print, il réfléchit à l’usage de plastique laminé pour le bâtiment ou le mobilier. En 1974, il participe à la fondation de la Global Tools, contre-école d’architecture et de design, et y intègre le laboratoire « expérimental laboratory on mass creativity » jusqu’en 1976.
En 1975, il fonde CDM (Consulenti Design Milano) avec Massimo Morozzi, Clino Trini Castelli, Ettore Sottsass, Alessandro Mendini et Gianni Cutolo. C'est une évolution vers l’environnement et la couleur. Il publie deux ouvrages sur la décoration environnementale ainsi que des ouvrages sur la couleur. En 1978, il travaille au design de produits expérimentaux pour Louis Vuitton et il élabore un système de couleur pour Piaggio.
En 1982, il fonde l’école de design la Domus Academy, il en est le directeur pendant quelques années. Elle est destinée aux détenteurs de diplôme de 2e cycle visant une spécialisation en design.
Andrea Branzi est coordinateur de l’exposition milanaise de 1977 sur le design italien des années 1950, Italian design in the 1950's à Noviglio. Il participe au catalogue de l’exposition.
En 1990, il est présent à l’exposition universelle d’Osaka avec le pavillon « Folly 10 ». Puis, Mitsubishi crée la Domus Design Agency à Tokyo et le nomme directeur. Il contribue là, à la promotion du design japonais.
En 1992, il est consultant stratégique pour la Biennale de l’intérieur de Courtrai en Belgique. Il participe régulièrement à la Triennale de Milan dont il est le coordinateur général de la section Design international lors de la 15e édition.
Branzi crée du mobilier en 1998 pour Lawrence Steel’s home à Milan.
Il travaille aussi l’objet : en 2006, il conçoit des montres pour Alessi ou encore des vases avec le CIRVA (Centre international de recherche sur le verre et les arts plastiques) de Marseille ou « Sciami » pour Metea en 2007. La même année, il travaille également au Japon, créant le plateau à fruits « Tsukimi ».

### Architecte et urbaniste
En 1990, Andrea Branzi réalise un masterplan de 17 ha pour Mitsubishi à Tokyo, avec Isao Hosoe, Clino Castelli et Tullio Zini. Il retourne en Italie pour la conception de 94 000 m2 d’habitation à Florence, puis, en 1992, il est chargé de la rénovation et du paysagisme d’une villa florentine. En 1994, il est chargé d’un projet de villa en Italie, à Gignese, puis il s’occupe du design intérieur d’une maison belge à Saint-Trond. En 1999, il travaille pour la première fois avec Eddy François sur la conception d’immeubles à Zottegem (Belgique), en 2000, il conçoit un master plan d’un million de mètres carrés à Eindhoven (Pays-Bas).
En 2002, il rénove un bâtiment des années 1930 pour en faire sa maison et son studio. Il effectue un nouveau travail de recherche avec CIRVA de Marseille sur l’utilisation de vitres industrielles en design intérieur. C’est aussi en 2002 qu’il réalise la galerie d’art moderne d’Arezzo en Italie.
Plus récemment, lors d’un concours, Andrea Branzi collabore avec Toyo Ito pour la conception de « Forum », un centre consacré à l’art pour la ville de Gand (Belgique). Ils ont travaillé sur les atmosphères acoustiques et la légèreté. Ce projet n’a cependant pas été retenu.
Il participe à la Biennale de Venise de 2010, manifestation d’art contemporain allant du cinéma à l’architecture. Il y présente son principe « weak urbanisation » sous le titre de « la nouvelle charte d'Athènes », avec dix principes évoquant les villes post-modernes avec leurs flux et surabondances de biens et publicités. Pour ce faire, il présente une maquette réalisée à l’aide d’emballages alimentaires. Les boites (céréales, biscuits, jus, etc.) deviennent les éléments fondateurs de l’espace urbain à l’instar des immeubles.

### Entre art et architecture d’intérieur
De 1975 à 1979, Andrea Branzi est directeur artistique pour Fiorucci à Milan. Il se penche sur l’architecture d’intérieur et réalise en collaboration avec Ettore Sottsass l’intérieur d’une boutique Fiorucci à New York.
Dès 1978, il réalise diverses scénographies pour des pièces italiennes, notamment celle pour le ballet Barbe Bleue, chorégraphié par Karole Armitage, à l’opéra de Nancy en 2002.
En 1983, avec Sergio Cappelli et Patrizia Ranzo, il conçoit la décoration de la boutique Santini et Dominici à Naples.
Entre 1984 et 1987, il est à la tête du magazine Modo qui traite de design et d’architecture.
Il rénove la galerie belge Argentum en 1996.
En 2002, il conçoit, en collaboration avec Eddy François, l’intérieur de la maison « De Smet ».
Du 28 mars au 22 juin 2008, il crée pour la Fondation Cartier pour l'art contemporain deux installations poétiques, suggérant fragilité et délicatesse, qu'il réalise avec le CIRVA à Marseille.
En 2012, Andrea Branzi expose une série de bibliothèques Trees intégrant des segments de bouleaux, à la Carpenters Workshop Gallery à Paris. Des œuvres d'art sélectionnées pour l'occasion par Catherine Thieck, à la demande de l'artiste et de la galerie, sont exposées sur celles-ci.
En France, il est notamment représenté par la galerie Mouvements Modernes.

### Travaux de recherche
Andrea Branzi consacre les années 1995 et 1997 à la recherche : dans le cadre du centre de recherche de la Domus Academy, « Agronica », il travaille à un projet théorique d’urbanisation pour Philips corporation ; et une recherche sur les interfaces pour Logitech. En 1997, Anshen et Allen Architects (San Francisco) lui commandent (en collaboration avec la Domus Academy) une recherche sur les espaces d’attente dans les hôpitaux.
En 2002, il effectue un travail de recherche avec CIRVA de Marseille sur l’utilisation de vitres industrielles en design intérieur.

## Prix et récompenses
- Avec Archizoom, médaille d’argent pour la compétition Yamagiwa en 1994
- Avec Clino Castelli et Massimo Morozzi, Compasso d'Oro[note 3] en 1979 pour une conception avec le Centro Design Montefibre
- Avec la Domus Academy, Compasso d'Oro à la biennale de Buenos Aires en 1983
- Compasso d'Oro pour l’ensemble de son travail en 1987
- Prix Robert-Maxwell pour l’essai Seven Theses on Design en 1989
- Prix Baden-Württemberg pour la table « Quadrio » pour Up&Up en 1991
- En tant que consultant stratégique d’Interieur, mention spéciale du European Design Prize en 1994
- Compasso d'Oro pour son travail au sein de la Domus Academy en 1995
- Premier prix du IF of Hannover Fair pour le CD-ROM I protagonisti del design italiano. Lo scenario, le storie, i prodotti, le utopie en 1996
- Premier prix au « Pirelli Energy » pour des pneus basse consommation en 1997

## Publications (principaux écrits)
- Revue Radical Notes 27 numéros de 1973 à 1976
- I colori dell’energia, Colordinamo, 1975
- I colori pre-chimici, Colordinamo, 1976
- I colori dell’ambiente, Colordinamo, 1977
- Il Design italiano degli anni 50, 1979
- Moderno, post-moderno, millenario, 1980
- La casa calda, 1982
- Animali domestici : le stile neoprimitivo, 1986
- Nouvelles de la métropole froide, 1991
- Il design italiano 1964-1990, 1996
- « L’architecture c’est moi » dans Architecture radicale, 2002